# کارل پیرسون (بازیگر)
کارل پیرسون (انگلیسی: Carl Pierson؛ ۲۶ ژوئن ۱۸۹۱ – ۱۱ فوریه ۱۹۷۷) تدوین‌گر، و کارگردان فیلم اهل ایالات متحده آمریکا بود.
از فیلم‌های او می‌توان به بانگ خاموش، مزرعه رنگین‌کمان و دختر اهل کلگری اشاره کرد.